# اتهام باطل

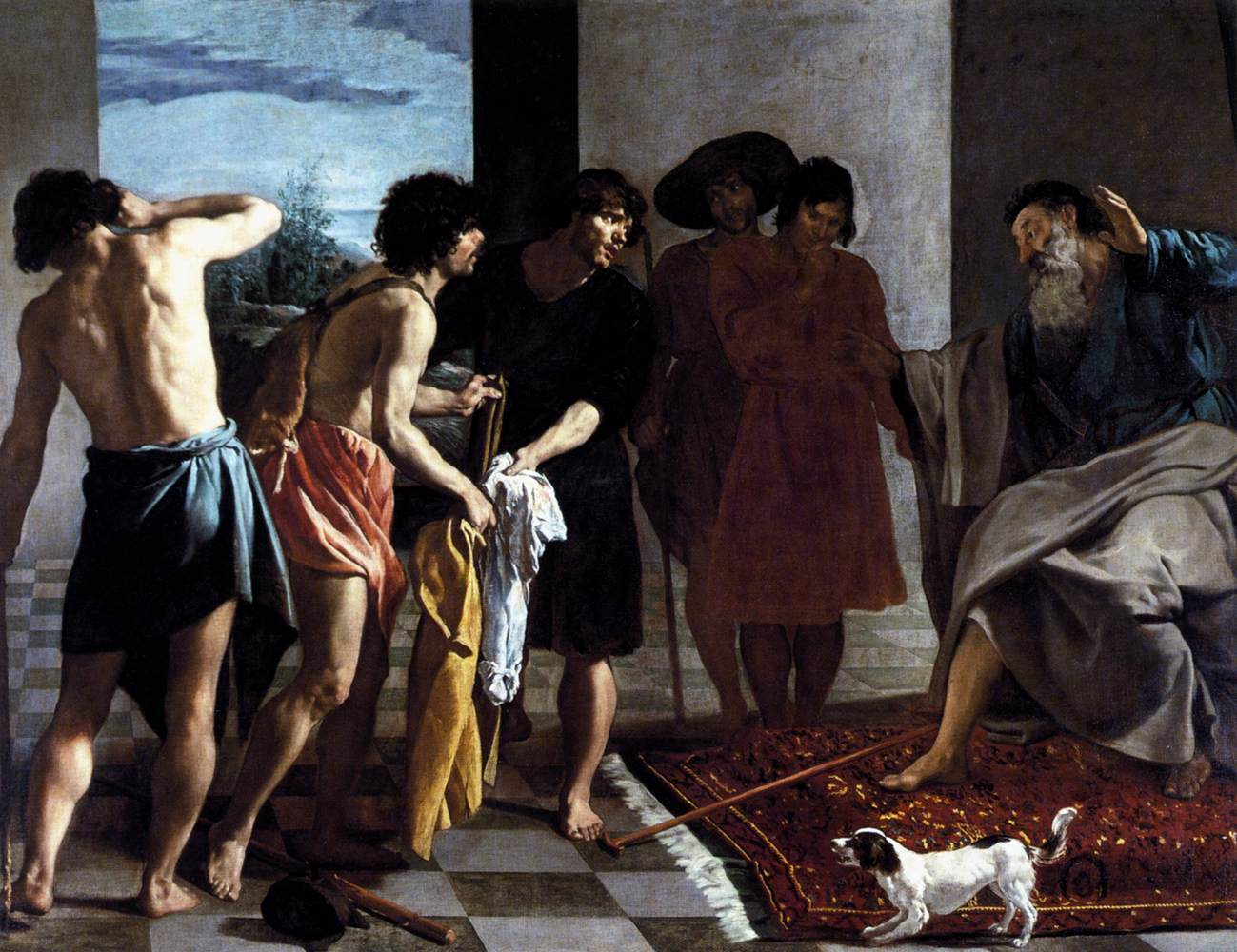

الاتهام الباطل، هو افتراء أو اتّهام أحدهم بارتكاب جُرمٍ ما زورًا دون تقديم دليل. يُعرف الاتهام الباطل أيضًا بعدّة تسميات، منها الاتهام الواهي أو الذي لا أساس له من الصحة أو المزاعم الكاذبة أو الادعاءات الزائفة. يمكن للاتهام الباطل أن يحدث في أحد السياقات التالية:
- بصورة غير رسمية في الحياة اليومية.
- بصورة شبه قضائية.
- بصورة قضائية.

## الأنواع
عند غياب الأدلة الكافية على إثبات الاتهام أو نفيه، يُوصف الاتهام بكونه لا سند له أو دون أساس من الصحة. يمكن تقسيم الاتهامات التي يثبت بطلانها بناءً على دليل قوي إلى ثلاثة أصناف:
- اتهام باطل جملةً وتفصيلًا، في كون الأحداث المزعومة لم تقع بالمطلق.
- اتهامٌ يذكر أحداثًا وقعت بالفعل، ولكن ارتكبها فردٌ غير متّهم، والفرد المتهم بريءٌ منها.
- اتهام باطلٌ في كونه يخلط بين أحداث وقعت بالفعل وأحداث لم تقع أبدًا.

يمكن للاتهام الباطل أن يقع نتيجةً للكذب العمد من طرف المتّهِم؛ أو بشكل غير مقصود، بسبب التخريف الناجم بشكل عفويّ مِن اضطراب نفسي، أو من الاستجواب الإيحائي (المقصود أو العَرَضي)، أو الناجم عن قصور في أساليب إجراء المقابلات. في العام 1997، اقترح الباحثان بول وليندزي أن التصنيفات المنفصلة يجب ربطها بالمفهومَين، وأن يُلجأ إلى استخدام مصطلح «الادعاءات الباطلة» بشكل محدد عندما يكون الشخص المتّهِم على دراية بأنه يكذب، واستخدام مصطلح «الشكوك الباطلة» مع الطيف الأوسع من الاتهامات الباطلة التي يمكن أن يكون الاستجواب الإيحائي قد أدّى دورًا ما في صياغتها.
عندما يُشتَبه بشخصٍ لجُرمٍ ما قد ارتكبه بالفعل، «يمكن استخدام مصطلح الاتهامات الباطلة لصرف الانتباه عن ذنب الشخص المجرِم».
إضافةً إلى ما سبق، قد ينشأ الاتهام الباطل بسبب سلوك الشخص المتهَم، وخصوصًا إذا ما عُهِد على المتهم الإتيان بتصرّفات متّسقة مع طبيعة الجُرم المتهم به، إما بشكل غير واعٍ أو للظهور بمظهر المذنب.
فضلًا عن ذلك، عند إطلاق الاتهامات الباطلة -لا سيّما المشحونة منها بالانفعالات- فقد تُفسّر الاستجابات البشرية الطبيعية لدى الشخص المتهم زورًا (مثل الخوف، والغضب، وإنكار الاتهام) على أنها قرائن ارتكاب الجُرم.

## الاغتصاب
الاتهام الباطل بالاغتصاب، هو إدعاء وقوع جريمة الاغتصاب في حين أن فِعل الاغتصاب لم يحدث أصلًا. من الصعوبة بمكان تقدير نسبة استشراء الاتهامات الباطلة بالاغتصاب نظرًا للخلط المستمر بينها وبين القضايا التي لم يتمّ التبليغ عنها، وتُدرَج جميعها تحت تسمية «لا أساس لها من الصحة». على كل حال، في الولايات المتحدة، واستنادًا إلى التقرير الموحّد عن الجريمة الصادر عن مكتب التحقيقات الفيدرالي إف-بي-آي ووزارة العدل الأمريكية في العام 1997، فإن نسبة 8% من حالات الاتهام بالاغتصاب في الولايات المتحدة الأمريكية قد اعتُبرت بلا أساس من الصحة أو باطلة.
أشارت الدراسات في دول أخرى إلى نسبة تلك الحالات، إذ بلغت 1.5% في الدنمارك و10% في كندا. أخذًا بعين الاعتبار تعدّد التعريفات لمصطلح «الاتهام الباطل»، تبقى النِسب الحقيقية غير معروفة.

## سوء معاملة الأطفال
يتلخص الاتهام الباطل بالاستغلال الجنسي للأطفال، في اتهام شخص ما بارتكاب فِعلٍ أو أفعال تندرج تحت التحرش الجنسي بالأطفال، في حين أن الشخص المتهَم لم يأتِ بفعلٍ منها. يمكن أن تُثار هكذا اتهامات مِن قِبل الشخص المعتدى عليه، أو شخص آخر يتكلّم بالنيابة عن الشخص المعتدى عليه. تقترح الدراسات التي أُجريَت على الاتهامات الباطلة بالتحرش بالأطفال أن المعدل العام للاتهامات الباطلة هو ما دون 10%، وهي نسبة تقريبية توصلت إليها عدة دراسات. وأظهرت الدراسات أنه من بين تلك الاتهامات التي ثبت زيفها، وُجدت نسبة ضئيلة من الحالات التي ادّعى بها أطفالٌ تعرضهم للتحرش؛ في حين أن مُعظم الاتهامات الباطلة كانت تلك التي وجّهها بالغون نيابةً عن الطفل ضد آخرين، وأن الغالبية العظمى من هذه الاتهامات حدثت خلال معارك الطلاق والوصاية على الطفل بين الوالدين.